# Zoltán Varga (Schachspieler)
Zoltán Varga (* 12. Juli 1970 in Budapest) ist ein ungarischer Schach-Großmeister.

## Leben
Varga wurde 1989 Internationaler Meister und 1995 Großmeister. Er siegte 1996 bei der ungarischen Meisterschaft.
Varga siegte oder belegte vordere Plätze in vielen Turnieren: geteilter I. Platz in Werfen (1991), I. Platz in Altensteig (1993), I. Platz in Budapest (1994, 1998, 2000), I. Platz in Sárospatak (1995), geteilter I. Platz in Zalakaros (1995), II. Platz in Recklinghausen (1995), geteilter I. Platz in Balatonberény (1997), II. Platz in Gyula (1998), II. Platz in Kőszeg (1999), II. Platz in Paks (2000), I. Platz im Sparkassen Open der Dortmunder Schachtage (2001), II.-III. Platz in Opatija (2002), I.-VIII. Platz in Benasque (2003), II.-IV. Platz in Nagykanizsa (2003), I. Platz in Miskolc (2004), I. Platz in Balatonlelle (2005), I. Platz in Zürich (2005), I.-II. Platz in Harkány (2006) und I.-III. Platz in Balatonföldvár (2007).
| Die zur Anzeige dieser Grafik verwendete Erweiterung wurde dauerhaft deaktiviert. Wir arbeiten aktuell daran, diese und weitere betroffene Grafiken auf ein neues Format umzustellen. (Mehr dazu) |

## Nationalmannschaft
Varga nahm mit Ungarn an den Schacholympiaden 1998 und 2004, der Mannschaftsweltmeisterschaft 2001 und den Mannschaftseuropameisterschaften 1992 (in der dritten Mannschaft) und 2003 (bei der er das zweitbeste Ergebnis am dritten Brett erreichte) teil. Außerdem beteiligte er sich mit der ungarischen Mannschaft neunmal am Mitropacup, den er 1993, 1995 und 1999 gewann.

## Vereine
In Ungarn spielte Varga bis 2000 für Honvéd Budapest, mit dem er viermal am European Club Cup teilnahm und dabei 1995 den zweiten Platz erreichte, von 2000 bis 2004 für den Miskolci SSC, mit dem er 2001 ungarischer Mannschaftsmeister wurde und am European Club Cup 2000 teilnahm, in der Saison 2004/05 für Mozgáskorlátozottak PIREMON Sportegyesülete, von 2005 bis 2007 und in der Saison 2008/09 für Tabáni Spartacus Sportegyesület, in der Saison 2012/13 für Budapesti Egyetemi Atlétikai Club und in der Saison 2013/14 für Zalaegerszegi Csuti Antal. In der Saison 2016/17 spielte er für Lila Futó-Hóbagoly SE, in der Saison 2018/19 erneut für Zalaegerszegi Csuti Antal. In der österreichischen Bundesliga spielte er von 2009 bis 2011 für ASVÖ SK Lackenbach, in der bosnischen Premijer Liga 2002 und 2003 für den HŠK Napredak Sarajevo, mit dem er auch am European Club Cup 2002 teilnahm. In der tschechischen Extraliga spielte Varga in der Saison 2004/05 für den ŠK Sokol Plzeň, in der slowakischen Extraliga in der Saison 1995/96 für den ŠK Slovan Gemer Rimavská Sobota, von 2005 bis 2007 für den ŠK Bašta Nové Zámky und seit 2009 für den ŠK Dunajská Streda, mit dem er 2014, 2017 und 2018 slowakischer Mannschaftsmeister wurde sowie 2014, 2016, 2017 und 2018 am European Club Cup teilnahm. In der belgischen Interclubs spielte er in der Saison 2017/18 für den Koninklijke Brugse Schaakkring. In Deutschland spielt er für den MTV Tostedt.